# Göran Tunström
Göran Tunström, né le 14 mai 1937 à Karlstad en Suède et mort le 5 février 2000 à Stockholm des suites d'un cancer du poumon, est un poète et un romancier suédois. Il est considéré comme un écrivain majeur de la littérature suédoise de la fin du XXe siècle. Ses romans, poétiques et oniriques, sont parfois rapprochés du réalisme magique.

## Biographie
Fils d'un pasteur, Göran Tunström passe son enfance dans la Commune de Sunne au Värmland, une province à proximité de la frontière norvégienne. Il est âgé de douze ans lorsque son père meurt. Göran Tunström publie son premier recueil de poèmes en 1958, à vingt-et-un ans. Il publie par la suite d'autres recueils de poèmes, des romans, des pièces de théâtre et des nouvelles. C'est en 1983 qu'il se fait connaître avec son roman L'Oratorio de Noël, gros succès critique traduit en plusieurs langues.
Il est l'époux de l'artiste peintre Lena Cronquist, avec laquelle il a eu un fils. Il séjourne en Grèce, en Inde, au Mexique, en Norvège, à New York et en Nouvelle-Zélande, puis il vit dans l'Archipel de Stockholm, ainsi que dans le quartier de Södermalm, dans la capitale suédoise. De son séjour sur l'île grecque d'Hydra, il conserve une solide relation d'amitié  avec, entre autres, le chanteur, écrivain et poète canadien Leonard Cohen, ainsi qu'avec l'écrivain norvégien Axel Jensen.
Le grand public en Suède ne le découvre vraiment qu'en 1996 à l'occasion de l'adaptation en film de son roman L'Oratorio de Noël.
À partir de 1976, Göran Tunström partage son temps entre sa résidence d'été des Îles Koster et son appartement de Södermalm. Il meurt des suites d'un cancer du poumon à Stockholm le 5 février 2000. Il est inhumé à Sunne, près de l'église qu'il avait évoquée dans L'Oratorio de Noël.

## Œuvre
Göran Tunström est l'auteur d'une quinzaine de romans et d'une dizaine de recueils de poésie, ainsi que de nouvelles, de récits de voyages et de pièces radiophoniques. La Commune de Sunne, où il a passé son enfance, joue un rôle important dans son œuvre : il y situe six de ses romans. Tunström est reconnu pour son exploration complexe des relations interpersonnelles à travers un style qui fait parfois appel à un fantastique qui n'est pas sans évoquer Gabriel García Márquez.
Ses romans ont été traduits en français aux éditions Actes Sud à partir de 1987 (son premier roman traduit en français est L'Oratorio de Noël, qui était paru en Suède quatre ans plus tôt).

### Romans
- Karantän (1961)
- Maskrosbollen (1962)
- Familjeliv (1964)
- De heliga geograferna (1973) Publié en français sous le titre Les Saints Géographes, traduit par Marc de Gouvenain et Lena Grumbach, Arles, Actes Sud, coll. « Lettres scandinaves », 2001  (ISBN 2-7427-3578-X)
- Stormunnens bin (1974)
- Gulddöttrarna (1975)
- Ökenbrevet (1978) Publié en français sous le titre La Parole du désert, traduit par Pascale Balcon, Arles, Actes Sud, coll. « Lettres scandinaves », 1991  (ISBN 2-86869-645-7)
- Juloratoriet (1983) Publié en français sous le titre L'Oratorio de Noël, traduit par Marc de Gouvenain, Arles, Actes Sud, 1987  (ISBN 2-86869-130-7) ; traduction révisée de Marc de Gouvenain et Lena Grumbach, Arles, Actes Sud, coll. « Lettres scandinaves », 1995  (ISBN 2-7427-0509-0) ; réédition, Arles, Actes Sud, coll. « Babel » no 56, 1992  (ISBN 2-86869-929-4)
- Tjuven (1986) Publié en français sous le titre Le Voleur de Bible, traduit par Marc de Gouvenain et Lena Grumbach, Arles, Actes Sud, coll. « Lettres scandinaves », 1988  (ISBN 2-86869-275-3) ; réédition, Arles, Actes Sud, coll. « Babel » no 484, 2001  (ISBN 2-7427-3330-2)
- Skimmer (1996) Publié en français sous le titre Le Buveur de lune, traduit par Marc de Gouvenain et Lena Grumbach, Arles, Actes Sud, coll. « Lettres scandinaves », 1997  (ISBN 2-7427-1340-9) ; réédition, Arles, Actes Sud, coll. « Babel » no 516, 2001  (ISBN 2-7427-3536-4)
- Berömda män som varit i Sunne (1998) Publié en français sous le titre Le Livre d'or des gens de Sunne, traduit par Marc de Gouvenain et Lena Grumbach, Arles, Actes Sud, coll. « Lettres scandinaves », 1999  (ISBN 2-7427-2375-7) ; réédition, Arles, Actes Sud, coll. « Babel » no 928, 2008  (ISBN 978-2-7427-7998-7)

### Recueil de nouvelles
- Det sanna livet (1987) Publié en français sous le titre De planète en planète, traduit par Marc de Gouvenain et Lena Grumbach, Arles, Actes Sud, coll. « Lettres scandinaves », 1993  (ISBN 2-86869-995-2)

### Poésie
- Inringning (1958)
- Två vindar (1960)
- Nymålat (1962)
- Om förtröstan (1965)
- De andra de till hälften synliga (1966)
- Samtal med marken (1969)
- Svartsjukans sånger (1975) Publié en français sous le titre Chants de jalousie, traduit par Nancy Huston et Lena Grumbach, Arles, Actes Sud, coll. « Un endroit où aller » no 180, 2007  (ISBN 978-2-7427-6670-3)
- Sandro Botticellis (1976)
- Dikter till Lena (1978)
- Sorgesånger (1980)

### Recueil de pièces radiophoniques
- Chang Eng (1987)

### Récits autobiographiques et mémoires
- Prästungen (1976), roman autobiographique
- En Prosaist i New York (1991) Publié en français sous le titre Un prosateur à New York, version française par Nancy Huston, Arles, Actes Sud, coll. « Un endroit où aller » no 79, 2000  (ISBN 2-7427-2760-4)
- Under tiden (1993)
- Forsök med ett århundrade (2003), publication posthume

### Récit de voyages
- Indien - en vinterresa (1984), récit de voyages Publié en français sous le titre 'Partir en hiver, traduit par Marc de Gouvenain et Lena Grumbach, Arles, Actes Sud, coll. « Terres d'aventures », 1988  (ISBN 2-86869-291-5) ; réédition, Arles, Actes Sud, coll. « Babel » no 797, 2007  (ISBN 978-2-7427-6663-5)

### Anthologie française contenant un texte de Tunström
- Régis Boyer (dir.), Trésor de la nouvelle scandinave, Paris, Belles Lettres, 2009

## Adaptation cinématographique
- 1996 : Juloratoriet, film suédois réalisé par Kjell-Åke Andersson, adaptation du roman L'Oratorio de Noël, avec Peter Haber et Johan Widerberg

## Distinctions
Göran Tunström prend part à l'Oslo International Poetry Festival (en), et il reçoit en 1975 le Prix Littéraire de l'Aftonbladet, grand quotidien suédois. Il a également obtenu de nombreux prix littéraires, dont le prix prestigieux du livre de l'année en Suède, le prix August 1998 pour le roman Le Livre d'or des gens de Sunne.